# Melissa (vino)
Il Melissa è una DOC riservata ad alcuni vini la cui produzione è consentita nelle provincia di Crotone.

## Zona di produzione
La zona di produzione comprende l'intero territorio dei seguenti comuni: 
Provincia di Crotone
- Melissa, Belvedere di Spinello, Carfizzi, San Nicola dell'Alto, Umbriatico

e parte del territorio dei comuni di: 
- Casabona, Castelsilano, Crotone, Pallagorio, Rocca di Neto, Scandale, San Mauro Marchesato, Santa Severina, Strongoli[1]

## Storia
Nel 1934 per la prima volta una bottiglia di "Melissa" viene presentato alla terza mostra nazionale dell'agricoltura di Firenze dove consegue il primo diploma ufficiale di qualificazione con medaglia d'oro.
La grande produzione di vino a denominazione di origine controllata ha permesso al comune di Melissa di entrare nell'Associazione nazionale Città del vino.

## Tecniche di produzione
Il vino DOC dopo un periodo di invecchiamento non inferiore a 2 anni, a decorrere dal 1° novembre dell'anno di raccolta delle uve, può riportare in etichetta la qualifica aggiuntiva "rosso superiore".

## Disciplinare
Il Melissa DOC è stato istituito con DPR 31 maggio 1979 pubblicato sulla Gazzetta Ufficiale n. 326 del 29 novembre 1979.
Successivamente è stato modificato con:
- DM 5 agosto 2002 GU 197 - 23 agosto 2002
- DM 30 novembre 2011 GU 295 - 20 novembre 2011 Pubblicato sul sito ufficiale del Mipaaf Sezione Qualità e Sicurezza - Vini DOP e IGP
- DM 7 marzo 2014 Pubblicato sul sito ufficiale del Mipaaf Sezione Qualità e Sicurezza - Vini DOP e IGP
- La versione in vigore è stata approvata con DM 7 marzo 2014 Pubblicato sul sito ufficiale del Mipaaf Sezione Qualità e Sicurezza - Vini DOP e IGP[1].

## Tipologie

### Melissa bianco
| uvaggio                        | Greco bianco dall’80 al 95%; Trebbiano toscano, Malvasia bianca, da soli o congiuntamente dal 5% al 20% |
| titolo alcolometrico minimo    | 11,50% vol.                                                                                             |
| acidità totale minima          | 5,0 g/l.                                                                                                |
| estratto secco minimo          | 16,00 g/l                                                                                               |
| resa massima di uva per ettaro | 120 q.                                                                                                  |
| resa massima di uva in vino    | 70 % |

#### Caratteri organolettici
- Aspetto: giallo paglierino;
- Olfatto: caratteristico, fine;
- Gusto: secco, delicato, armonico.

#### Abbinamenti consigliati
Antipasti di pesce, primi piatti di pesce, pesce al forno o alla griglia.

### Melissa rosso
È consentita la menzione superiore
|                                | rosso | rosso superiore |
| uvaggio                        | Gaglioppo min 75% max 95% Greco nero, Greco bianco, Trebbiano toscano e Malvasia bianca, da soli o congiuntamente min 5% max 25% | Gaglioppo min 75% max 95% Greco nero, Greco bianco, Trebbiano toscano e Malvasia bianca, da soli o congiuntamente min 5% max 25% |
| titolo alcolometrico minimo    | 12,50% vol. | 13,00% vol. |
| acidità totale minima          | 5,0 g/l. | 5,0 g/l. |
| estratto secco minimo          | 18,00 g/l | 18,00 g/l |
| resa massima di uva per ettaro | 110 q. | 110 q. |
| resa massima di uva in vino    | 70 % | 70 % |

#### Caratteri organolettici
- Aspetto: rosso rubino;
- Olfatto: vinoso, caratteristico;
- Gusto: secco, di corpo, sapido, robusto.

#### Abbinamenti consigliati
Primi piatti a base di carne, carne arrosto o alla griglia, selvaggina (superiore), formaggi di media stagionatura.